# Мельниченко Володимир Юхимович
Володи́мир Юхи́мович Мельниче́нко (* 20 лютого 1946) — український історик, публіцист. Доктор історичних наук (1987). Заслужений діяч науки і техніки України (2004). Лауреат Шевченківської премії (2009). Генеральний директор Національного культурного центру України в Москві. Автор 30 книг з історичної та політичної проблематики та кількох сотень публіцистичних статей, у тому числі мистецтвознавчих.

## Біографія
Володимир Юхимович Мельниченко народився 20 лютого 1946 року в місті Хашурі Грузинської РСР. 1949 року разом із батьками повернулися в Україну. Родина Мельниченка оселилася в рідному селі Медвин Богуславського району Київської області. У 1952–1963 роках Мельниченко навчався в Медвинській середній школі. Закінчивши її, вступив на історичний факультет Київського університету.
У студентські та аспірантські роки Мельниченко опублікував близько 100 статей у часописах, виявивши публіцистичний і науковий хист. Двічі ставав лауреатом всесоюзних конкурсів студентських наукових робіт.
1968 року закінчив університет і відразу продовжив навчання в аспірантурі кафедри історії КПРС, якою керував професор Олекса Бородін. Темою кандидатської дисертації Володимира Мельниченка стала діяльність чужоземних інтернаціоналістів в Україні під час громадянської війни. Із цієї проблеми опублікував низку статей, зокрема в літературно-художніх виданнях.
Улітку 1971 року Володимир Мельниченко перейшов на посаду молодшого наукового співробітника Інституту історії партії при ЦК Компартії України — філіалу Інституту марксизму-ленінізму при ЦК КПРС.
1972 року захистив кандидатську дисертацію. Згодом Володимир Мельниченко був призваний до армії. Повернувшись до Інституту, опублікував низку наукових і публіцистичних статей, а також видав книжку про відому французьку інтернаціоналістку Жанну Лябурб. Згодом вийшла монографія за темою кандидатської дисертації.
Від 1976 року Володимир Мельниченко працював у секторі суспільних наук відділу науки й навчальних закладів ЦК Компартії України — інструктором, консультантом (від 1978 року), завідувачем сектору (від 1983 року).
1986 року Володимир Юхимович видав ґрунтовну монографію про інтернаціональне згуртування трудящих у роки громадянської війни, а наступного року захистив на цю тему докторську дисертацію. Із липня 1987 року він працював заступником директора Інституту історії партії при ЦК Компартії України. Вчений виступив у пресі з низкою публікацій про корінну перебудову історичної науки, залучення дослідників до вивчення нових архівних матеріалів, які довгий час були закритими в партійних сховищах.
Навесні 1989 року Володимира Мельниченка призначили завідувачем сектору історичних наук ідеологічного відділу ЦК КПРС. На початку 1991 року Володимир Юхимович покинув апарат ЦК КПРС і очолив Центральний музей Володимира Ілліча Леніна в Москві.
Після серпневих подій 1991 року музей, який входив до системи ЦК КПРС, залишився без фінансування. Нова російська влада мала намір будь-що його закрити. Колектив вирішив боротися. Тож було створено нову структуру: Історико-культурний центр — музей Леніна. Співробітники обрали директором Володимира Мельниченка, який перевів установу на госпрозрахунок. У лютому 1992 року він виступив у пресі із заявою: «Колектив бере на себе всю відповідальність за долю музею, фінансове забезпечення його подальшої життєдіяльності, збереження та експонування фондових колекцій, їх цілісність і неподільність». Російська влада відкинула пропозицію створити на базі ленінської експозиції музей політичної історії Росії. У жовтні 1993 року Борис Єльцин видав остаточне розпорядження про закриття музею.
1993 року великий науковий та громадський резонанс мала книга В. Мельниченка «Феномен і фантом Леніна». Вона буквально зруйнувала радянське фантомне сприйняття Леніна як політика й людини. Згодом учений видав першу у світовій історіографії книгу про приватне життя вождя. 2000 року вона вийшла в Токіо японською мовою. Водночас японське видавництво замовило Володимиру Мельниченку книгу «Ленін і Японія», що побачила світ наступного року. Ленінознавчі дослідження Мельниченко закінчив ґрунтовною монографією про особисті стосунки Леніна та Інеси Арманд.
Від 2001 року й до 15 липня 2015 року (за датою контракту) Володимир Мельниченко — генеральний директор культурного центру України в Москві. На початку 2016 р. експрезиденти України Леонід Кравчук, Леонід Кучма й Віктор Ющенко звернулися до тогочасного президента України Петра Порошенка з проханням відновити Володимира Мельниченка на посаді директора культурного центру України в Москві.
11 квітня 2003 року його обрано членом-кореспондентом Академії педагогічних наук України (відділення теорії та історії педагогіки) .
2 березня 2009 року Володимиру Мельниченку присуджено Національну премію України імені Тараса Шевченка — за документально-публіцистичні книги «Тарас Шевченко: „Моє перебування в Москві“» та «„На славу нашої преславної України“ (Тарас Шевченко і Осип Бодянський)» .

## Вибрані твори
Володимир Мельниченко автор 30 монографій, присвячених життю та творчості Тараса Шевченка, Миколи Гоголя, Осипа Бодянського, Михайла Максимовича, Михайла Щепкіна, Михайла Грушевського, Богдана Ступки, а також – діяльності Культурного центру України в Москві.
- Гоголівська Москва: авторська енциклопедія-хроноскоп. – Москва: ОЛМА Медиа Групп, 2011. Стор. 830.
- Михайло Грушевський: Я оснувався в Москві, Арбат 55. – Москва: ОЛМА-ПРЕСС, 2005. Стор. 445.
- На славу нашої преславної України (Тарас Шевченко і Осип Бодянський). – М.: ОЛМА Медиа Групп, 2008. Стор. 560.
- Тарас Шевченко і Михайло Грушевський на Старому Арбаті / В. Мельниченко; Медіагруп ОЛМА. – М.: ОЛМА-ПРЕСС, 2006. Стор. 653. ISBN 5-224-05511-3.
- Тарас Шевченко: "Моє перебування в Москві". – М.: ОЛМА Медиа Групп, 2007. Стор. 509: іл., карти. ISBN 978-5-373-008884.
- Шевченківська Москва: авторська енциклопедія-хроноскоп. – Москва: ОЛМА Медіа Групп, 2009. Стор. 487.

###### Про нього
- Мої духовні криниці: статті та інтерв'ю XXI століття. Упорядник В.А. Стеценко. - Київ:Либідь, 2019. Стор. 748. У книзі представлено близько 150 статей та інтерв’ю Володимира Мельниченка.